# 名古屋市山田図書館
名古屋市山田図書館（なごやしやまだとしょかん）は、名古屋市西区八筋町にある名古屋市図書館の分館。
2016年度の蔵書数は71,291冊、貸出数は379,591冊である。
図書を71,291冊（一般書：45,490冊、児童書：25,792冊）、新聞を16紙、雑誌を155誌、視聴覚資料を1,235点（紙芝居：594組、CD：402枚、ビデオテープ：60巻、ビデオディスク：163枚、CD・DVD-ROM：16枚）所蔵している。

## 歴史
2005年（平成17年）5月6日、名古屋市図書館20館目、支所管内においては5番目の図書館として開館した。西区役所山田支所の老朽化に伴う建て替えに合わせ、平塚公園西側に整備された。

## 特色
庁舎内には山田支所・図書館のほか、支所としては市内初の講堂、東海豪雨を教訓に屋上にヘリコプターの着陸場が設置されている。
図書館は地上5階建ての建物の3階に入居しており、一般コーナー、児童コーナー、おはなしのへや、対面読書室、学習室、集会室等を備えている。
また、2015年（平成27年）にはマスコットキャラクターとして「ヤマリー」を設定している。

## サービス
図書館の入館や利用はだれでも可能であるが、館外貸出には利用者登録が必要で愛知県在住・在勤・在学者のみが可能となっている。
館外貸出
図書が最大14日で6冊まで、それとは別に紙芝居が3組、カセットテープ・CD・DVDが3点、紙芝居舞台1台の館外帯出が可能である。また、返却は紙芝居の舞台以外であれば貸し出し館に限らず名古屋市図書館各館において行うことができる。ただし、貸出点数に関しては、名古屋市図書館全館で共通して計算する。
開館時間
火 - 土：9時30分 - 19時00分
日・祝日：9時30分 - 17時00分
休館日
月曜日（祝日の場合は開館し翌日休館）
毎月第3金曜日（祝日の場合は開館）
特別整理期間
年末年始（12月29日から1月4日まで）

## 交通アクセス

### 公共交通機関
- 名鉄犬山線・名古屋市営地下鉄鶴舞線 上小田井駅下車、徒歩で約5分[WEB 6]。
- JR東海交通事業城北線 小田井駅下車、徒歩で約2分[WEB 6]。
- 名古屋市営バス「山田支所」停留所下車、徒歩ですぐ[WEB 6]。

### 自家用車
- 山田支所と共用の駐車場が63台分設置されている[WEB 6]。

### WEB
1. 1 2 3 4 5 6 7 8 9 10  名古屋市鶴舞中央図書館 (2016年7月). “名古屋市立図書館年報 平成28年版” (pdf). 2017年8月1日閲覧。
2. ↑  “名古屋市図書館条例”. 2017年1月22日閲覧。

ウィキソースに名古屋市図書館条例の原文があります。
3. ↑  名古屋市山田図書館 (2015年6月20日). “山田図書館だより みんなのしおり 第69号” (PDF).   名古屋市山田図書館. 2017年9月18日閲覧。
4. 1 2 3 4  名古屋市鶴舞中央図書館. “はじめての方へ（利用案内）”. 2015年2月15日閲覧。
5. 1 2 3 4 5 6  名古屋市鶴舞中央図書館. “開館時間と休館日”. 2015年2月15日閲覧。
6. 1 2 3 4  名古屋市鶴舞中央図書館. “山田図書館”. 2017年9月17日閲覧。

### 文献
1. ↑  名古屋市鶴舞中央図書館 2005, p. 1.
2. 1 2  西区制100周年記念事業実行委員会 2008, p. 189.
3. ↑  名古屋市鶴舞中央図書館 2005, p. 3.